# Marie Tussaud

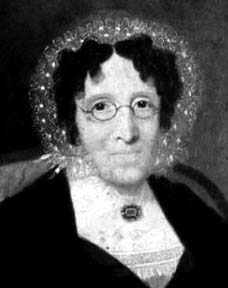
Madame Tussaud, hacia 1840

Marie Grosholtz, conocida como Marie Tussaud o Madame Tussaud (Estrasburgo, Francia, 1 de diciembre de 1761 - Londres, Inglaterra, Reino Unido, 16 de abril de 1850) fue una artista francesa conocida por sus trabajos de modelar efigies de personalidades destacadas, algunas guillotinadas durante la Revolución francesa, y por fundar el primer museo de figuras de cera que lleva su nombre, en la ciudad británica de Londres.

## Biografía
Marie no conoció a su padre, Joseph Grosholtz, un oficial alemán muerto dos meses antes de su nacimiento en la guerra de los Siete Años. Su madre viuda se trasladó a Berna (Suiza) donde trabajó como ama de llaves para el doctor cirujano Philippe Curtius (1741-1794), médico experto en esculpir con cera modelos anatómicos para el estudio, de los que pasó a los retratos, arte que enseñó a la joven Marie, quien lo llamaba "tío". En 1765, Curtius se trasladó a París, donde hizo una escultura de cera de Marie-Jeanne du Barry, la futura amante del rey Luis XV. Una copia de aquella escultura es el trabajo más antiguo de los que actualmente se exhiben. Curtius realizó la primera exposición de sus figuras de cera en 1770, lo que atrajo a una gran audiencia. La exposición se llevó al Palacio Real en París, en 1776. Se abrió una segunda exposición sobre el Bulevar del Temple en 1782, la "Caverne des Grands Voleurs", precursora de la que sería la Cámara de los Horrores. Posaron para la joven Marie, que no para Curtis, celebridades como Voltaire y Benjamin Franklin. Su fama llegó a tal, que según Tussaud en sus memorias, la familia real la invitó en 1780 a Versalles como profesora de arte de la hermana del rey, Madame Isabel. Madame Tussaud también fue autora de los bustos de Necker y del Duque de Orleans, portados por los manifestantes después de la destitución de Necker en 1789.
También modeló los rostros de Marat, de Luis XVI y de Robespierre, entre otros guillotinados, actualmente expuestos en la sección llamada "Cámara de los Horrores" del Museo Madame Tussauds.
Cuando Curtius murió, en 1794, dejó su colección de obras de cera a Marie. En 1795 se casó con el ingeniero François Tussaud, de donde heredó el apellido de casada.

## Revolución francesa
Poco antes de que estallara la Revolución, Marie, ya de vuelta en París, había realizado los retratos del ministro de finanzas Jacques Necker y del duque de Orleáns, hermano del rey Luis XVI. El 12 de julio de 1789, estos bustos de cera policromada fueron utilizados por la multitud durante una marcha de protesta dos días antes de la Toma de la Bastilla.

 
Debido a sus vínculos con la aristocracia, Tussaud fue arrestada durante el Reinado del Terror, junto con Josefina de Beauharnais, donde su cabeza fue afeitada, como preparación para su ejecución en la guillotina. Pero gracias a Collot d'Herbois, un apoyo para Curtius y su familia, fue puesta en libertad. Tussaud y su madre fueron empleadas para modelar máscaras mortuorias de las víctimas guillotinadas, entre ellas algunas de la época más infame, como las de Luis XVI, María Antonieta, Marat y Robespierre. Esas máscaras mortuorias se alzaron como estandartes revolucionarios y desfilaron por las calles de París en marchas y protestas como símbolo de la victoria revolucionaria. Hay versiones contradictorias que discuten sobre si Tussaud fue requerida para buscar entre los muertos y recoger las cabezas más ilustres que pudiera encontrar, como se afirma en sus memorias.

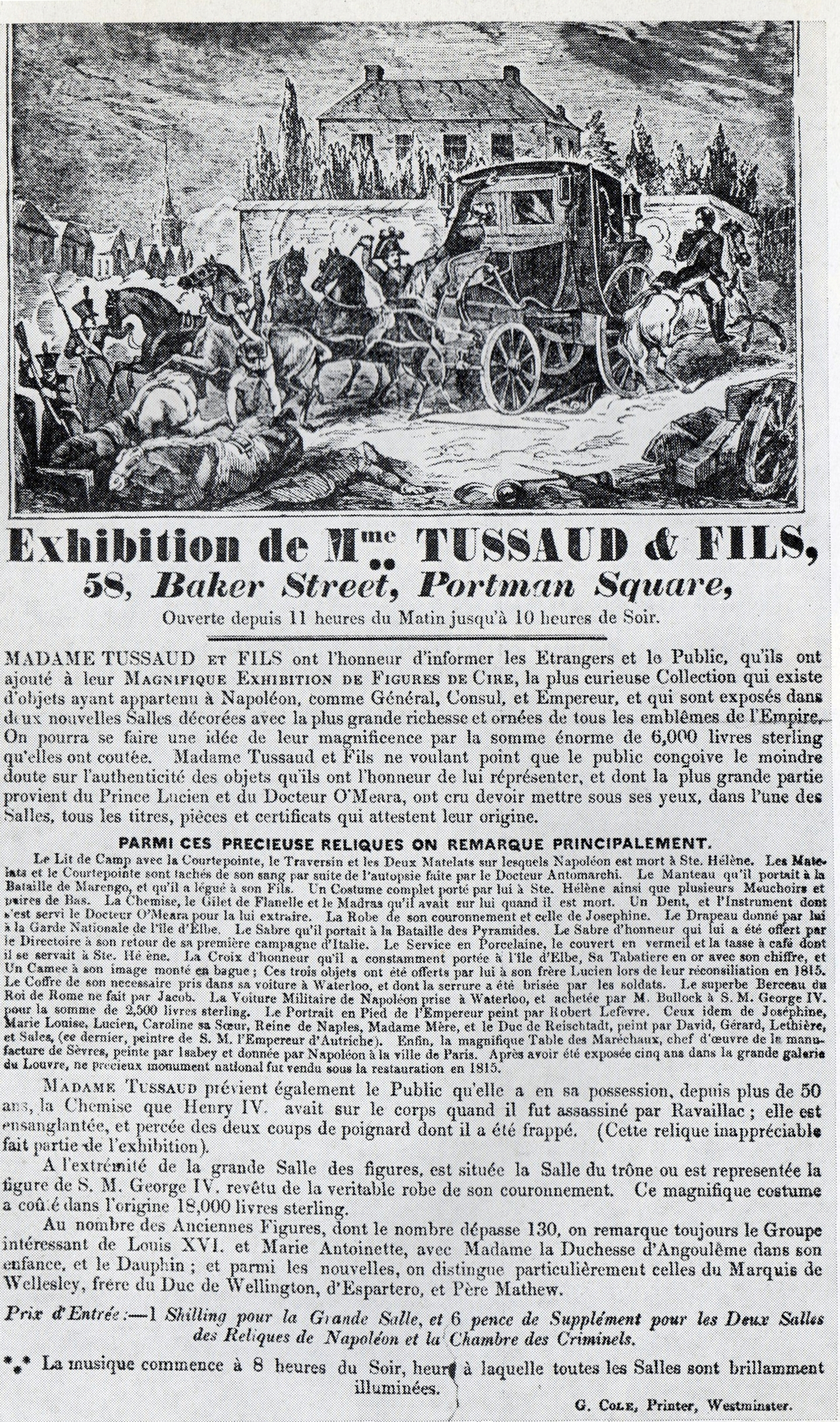
Afiche de la exhibición de figuras de cera por Madame Tussaud e hijos en Londres, 1835.

## Inglaterra
El matrimonio, sus hijos y la madre de Marie se instalaron en Londres en 1802. Allí, ella se unió a Paul Philidor, un pionero de la linterna mágica y la fantasmagoría, para presentar su colección en el Teatro del Liceo. Philidor la estafó financieramente e, incapaz de regresar a Francia debido a las guerras napoleónicas, Madame Tusssaud se dedicó en las siguientes décadas a viajar con una colección itinerante por Inglaterra e Irlanda. Su marido volvió a París y no volvieron a verse.
En 1835 regresó a Londres y fundó una colección permanente en Baker Street. El museo y sus creaciones se hicieron muy populares y el negocio fue un gran éxito. El duque de Wellington a menudo recorría el museo para disfrutar de las efigies de él mismo y de Napoleón y Tussaud recreó con detalle en una de las salas el espectacular escenario de la coronación de la reina Victoria en 1837. En 1838 escribió sus memorias y en 1842 realizó un autorretrato que se exhibe a la entrada del museo. Murió mientras dormía el 16 de abril de 1850 a los 88 años y fue enterrada en la iglesia católica de Cadogan Street. Al frente del museo la sucedió su hijo François, sucedido por su hijo Joseph y este por su hijo John Theodore Tussaud.
En 1884 su nieto Joseph trasladó la exposición a un edificio mayor en la cercana calle Marylebone, donde continua. Un incendio afectó al museo en 1925 y también los bombardeos durante la II Guerra Mundial, pero algunas de sus figuras originales se conservan.